# Kolbeckite
La kolbeckite, phosphate de scandium dihydraté, est un minéral de formule chimique ScPO4·2H2O ou ScPO4·2(H2O). Il a été découvert à l'origine à Schmiedeberg, dans le land de Saxe, en Allemagne en 1926 et porte le nom du minéralogiste allemand, Friedrich Kolbeck (de) (1860-1943). La kolbeckite se présente généralement sous forme de petits amas de cristaux associés à d'autres minéraux phosphatés. Son symbole IMA est Kbe. Eggonite et sterrettite sont des synonymes de la kolbeckite.

## Gisements
La kolbeckite est un minéral secondaire très rare dans certains filons métalliques hydrothermaux et gisements de phosphate. Si sa localité type est en Allemagne, elle se trouve dans une trentaine de gisements, essentiellement en Europe (17 gisements), mais aussi en Afrique, en Asie de l'Est (Japon et Chine), en Océanie et aux États-Unis (six endroits).